# كارولين براون بويل
كارولين براون بويل (بالإنجليزية: Caroline Brown Buell)‏ هي ناشطة حق المرأة بالتصويت ‏ وكاتِبة أمريكية، ولدت في 24 أكتوبر 1843 في مارلبورو في الولايات المتحدة، وتوفيت في 1927.